# 에라스무스 대학교
에라스무스대학교(네덜란드어: Erasmus Universiteit Rotterdam, 영어: Erasmus University Rotterdam)는 네덜란드 자위트홀란트주에 있는 연구중심 공립 종합대학교이다.
유럽 최대 항구를 보유한 상업도시인 로테르담에 위치한 대학교답게 유럽 최상위권의 경제학부와 경영대학원(Rotterdam School of Management)을 갖추고 있고, 유럽최대의 경제학분야 씽크탱크로 평가받는 틴버겐 인스티튜트(Tinbergen Institude)를 통해 제공하는 석박사과정은 세계적인 명성을 가지고 있다.
네덜란드 최대 규모이고 트라우마 치료센터로도 유명한 에라스무스 대학병원(Erasmus MC)을 갖춘 의학(Medicine)계열도 수준높은 평판과 연구성과를 보이고 있으며, 21세기 들어 단과대학으로 편입된 네덜란드 국제사회과학연구소(ISS)를 통해 개발학(Development Studies)과 행정학 등 학문분야에서도 뛰어난 성과를 내고 있다.
에라스무스대학교의 경제/경영학부, 사회과학부, 법학부 등 대부분의 학과는 Rotterdam-Kralingen근처의 Woudestein(Main) Campus에 있다.
한편, 대학병원(Erasmus MC)과 의학부는 Hoboken Campus에, 2013년 신설된 자유전공학부(Liberral Arts College)인 EUC(Erasmus University College)와 에라스무스 기업가정신 센터 ECE(Erasmus Centre for Entrepreneurship)는 Rotterdam도심에 산재되어 있다.
그리고 2000년대 들어 통합된 ISS(International Institute of Social Studies)는 헤이그(Hague)에 소재하고 있다.
세계에서 최초로 계량경제학이라는 학문을 가르치기 시작한 대학교이고, 계량경제학 발전공로로 노벨경제학상이 신설되었을 때 초대 수상자도 배출되었다. 

## 교명의 유래
학교 이름인 에라스무스(ERASMUS)는 로테르담 출신의 15세기 신학자이자 인문학자로 레오나르도 다빈치와 함께 르네상스시대 양대 천재로 불리는 데시데리우스 에라스무스로부터 따왔다. 

## 조직도
에라스무스대학교는 7개의 학부와 2개의 기관 및 유니버시티 칼리지로 구성되어 있다.
- 경제학부(Erasmus School of Economics)
- 로테르담경영학부(Rotterdam School of Management)
- 법학부(Erasmus School of Law)
- 사회과학부(Faculty of Social and Behavioural Sciences)
- 역사 및 문화, 커뮤니케이션 학부 (Erasmus School of History, Culture and Communication)
- 의료정책&관리 학부
- 철학부 (Erasmus School of Philosophy)
- 국제사회과학연구소(International Institute of Social Studies)

- 의료센터(MC)
- 에라스무스대학칼리지(EUC)

## 주요랭킹
2016년 QS세계대학랭킹에 따르면 에라스무스 대학교는 경영학 부문에서 세계 21위, 경제&계량경제(Economics&Econometrics) 부문에서 세계 40위를 기록했고, 의학(Medicine) 부문에선 전 세계 34위를 기록하였다.
2017년 타임스고등교육(THE) 세계대학랭킹에서는 경영&경제(Business&Economic)부문 유럽 4위, 세계 17위, 의학부문(Clinical, Pre-clinical & Health) 유럽 10위, 세계 42위에 각 랭크되었다.
2019년 U.S. News & World Report 선정 세계대학랭킹에서는 경제&경영(Economics&Business)부문 유럽 3위, 세계 14위에 랭크되었고, 같은 해 타임스고등교육(THE) 세계대학랭킹에서는 경영&경제(Business&Economic)부문 유럽 7위, 세계 32위, 의학부문(Clinical, Pre-clinical & Health) 유럽 8위, 세계 38위에 각 랭크되었다.
2021년 US News & World Report가 발표하는 세계대학순위에서 경제&경영(Economics&Business)부문 유럽 2위, 세계 11위를 기록하였고, 같은 해 타임스고등교육(Times Higher Education) 산정 세계대학랭킹에서는 경영&경제(Business&Economics)부문 유럽 7위, 세계 25위에 랭크되었다.
2023년 U.S. News & World Report 세계대학랭킹에서는 경제&경영(Economics&Business)부문 유럽 공동2위, 세계10위를 기록하였고, 같은 해 QS세계대학랭킹에서는 경영학부문 세계 18위, 경제&계량경제학 부문 세계 45위를 각 기록하였다.
2024년 타임스고등교육(THE) 세계대학랭킹에서는 경영&경제(Business&Economic)부문 유럽 5위, 세계 22위에 랭크되었고, 의학부문에서는 세계 47위를 기록하고 있다.

## 에라스무스 의과대학

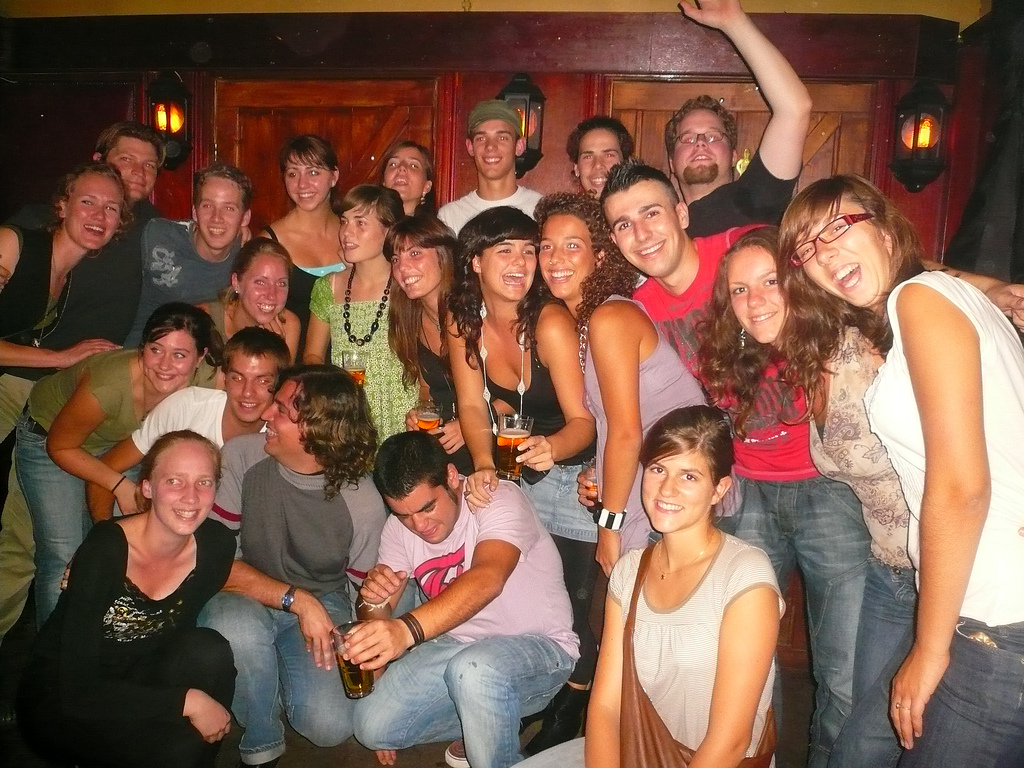
재학생의 모습. 2007년 촬영함

에라스무스대학교는 경제와 경영 분야에 초점을 두고 있지만, 의과대학 또한 학문적 명성이 높아지고 있다. 에라스무스대학교 병원(Erasmus MC)은 네덜란드에서 가장 크고 학문적 성과가 많은 병원 중 하나이며, 네덜란드 최대 트라우마 치료센터를 가지고 있다.

## 한국대학들과의 교류
2022년 현재 에라스무스대학교 경제학부는 고려대학교, 성균관대학교, 연세대학교와, 경영학부는 고려대학교, 서울대학교, 연세대학교, 이화여자대학교와, 유니버시티칼리지는 경희대학교, 고려대학교, 서울대학교와 1학기 동안 상대교에서 수업을 듣고 학점을 취득할 수 있는 교환학생 프로그램을 시행하고 있다.
성균관대학교 글로벌경제학과와는 복수학위 협정을 맺고 있는데, 소속대학의 추천을 받고 상대대학의 입학심사기준에 따른 편입학 허가를 받은 학생의 경우 이 제도를 이용하여 에라스무스대학교에서 4학기, 성균관대학교에서 4학기씩 공부하고 소정의 학점을 취득하면 양대학에서 모두 학사학위를 취득할 수 있다.
글로벌경영교육협회(CEMS Alliance) 구성원대학간 공동운영되는 CEMS MIM 경영학석사과정은 고려대학교 경영대학과 연합모듈을 구성하여 이수할 수 있다.

## 학비
2023년 기준으로 국제유학생(Non-EU)은 최대 23,000유로 가량의 학비를 납부해야 한다. 반면 네덜란드 국적 소지자와 EU시민권자는 4,400유로를 납부한다. 이는 환율 및 물가 변동을 반영해 계속 인상되는 추세가 있다.

## 갤러리

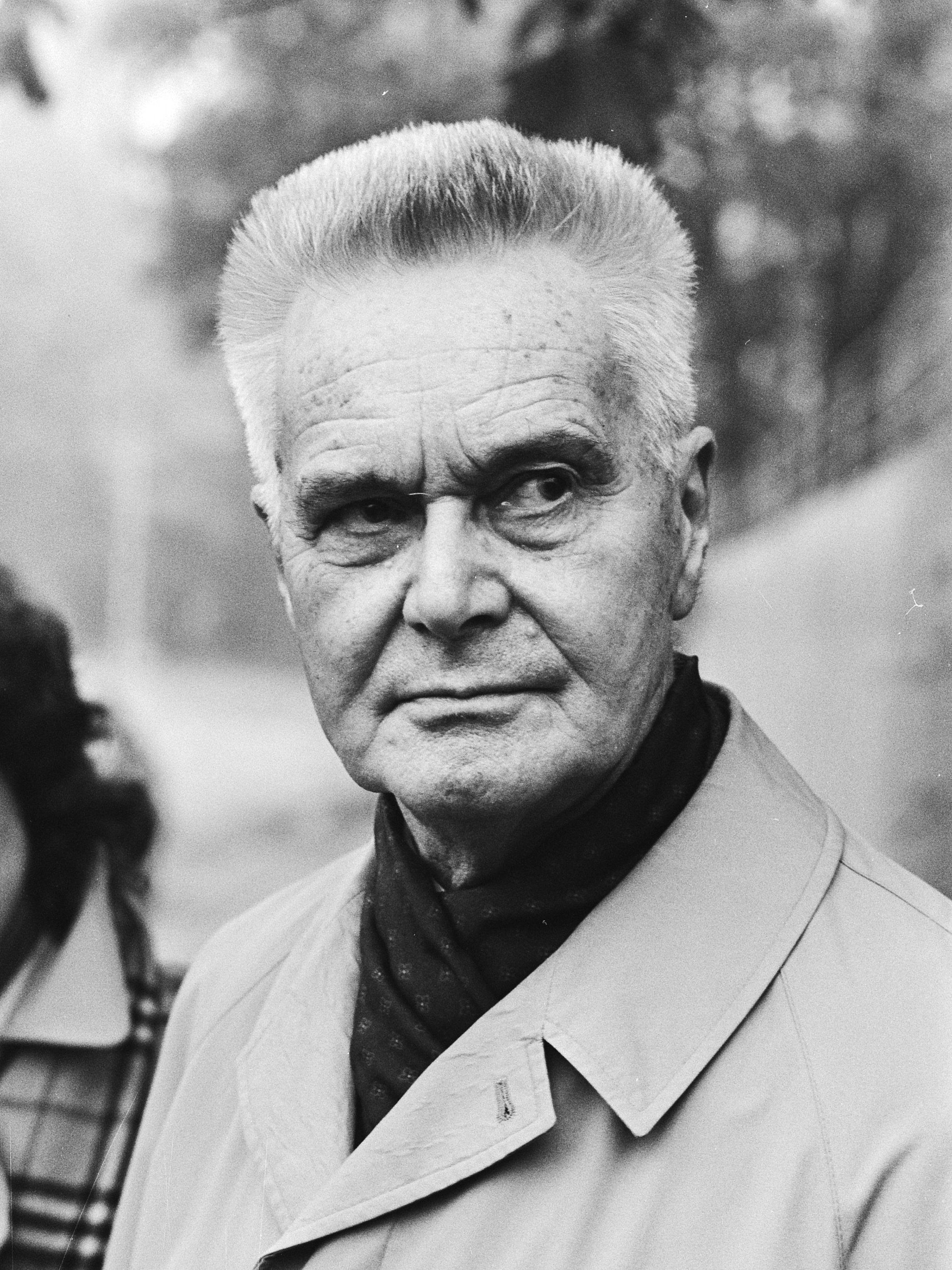
얀 틴베르헌
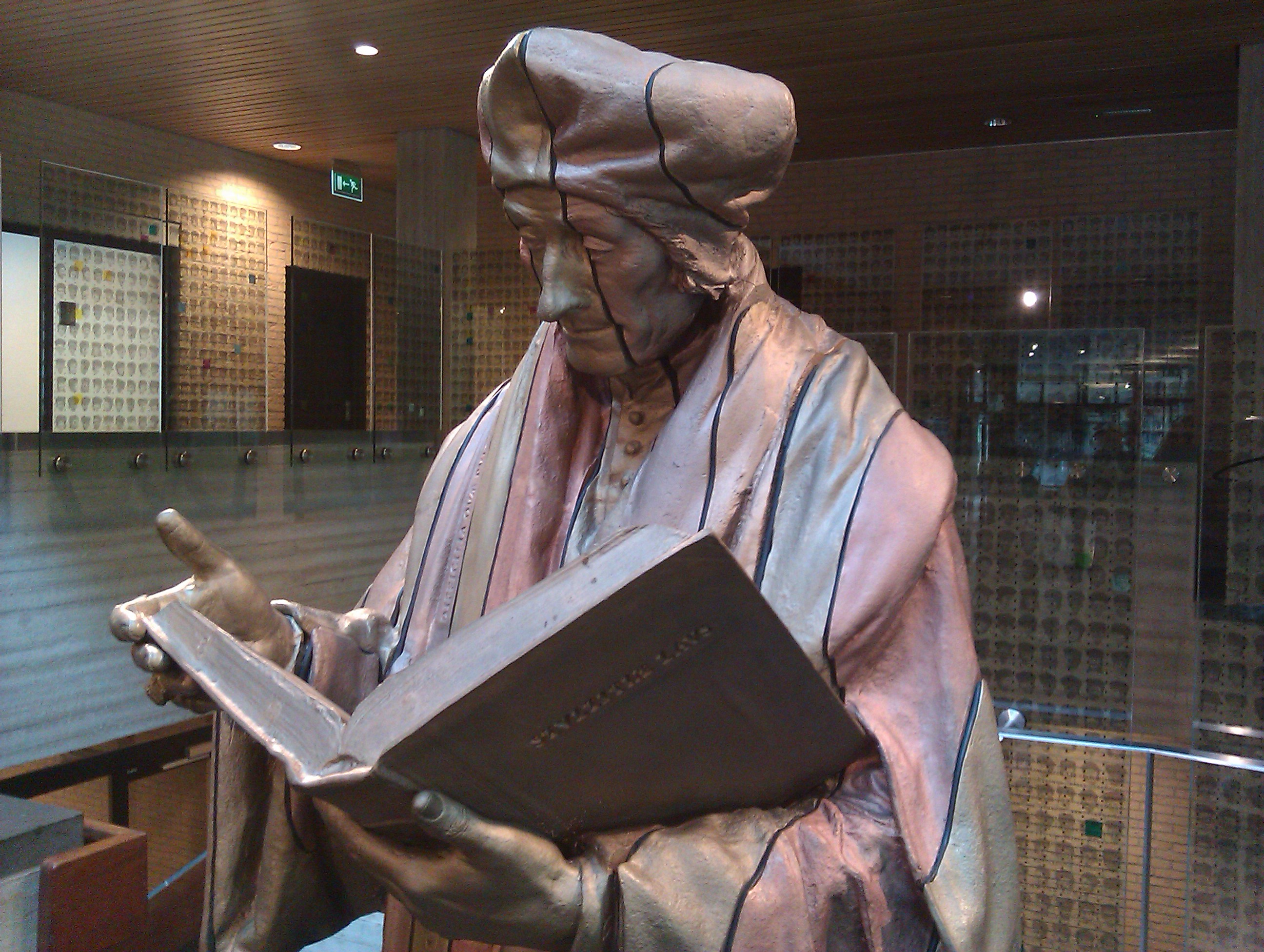
데시데리우스 에라스무스
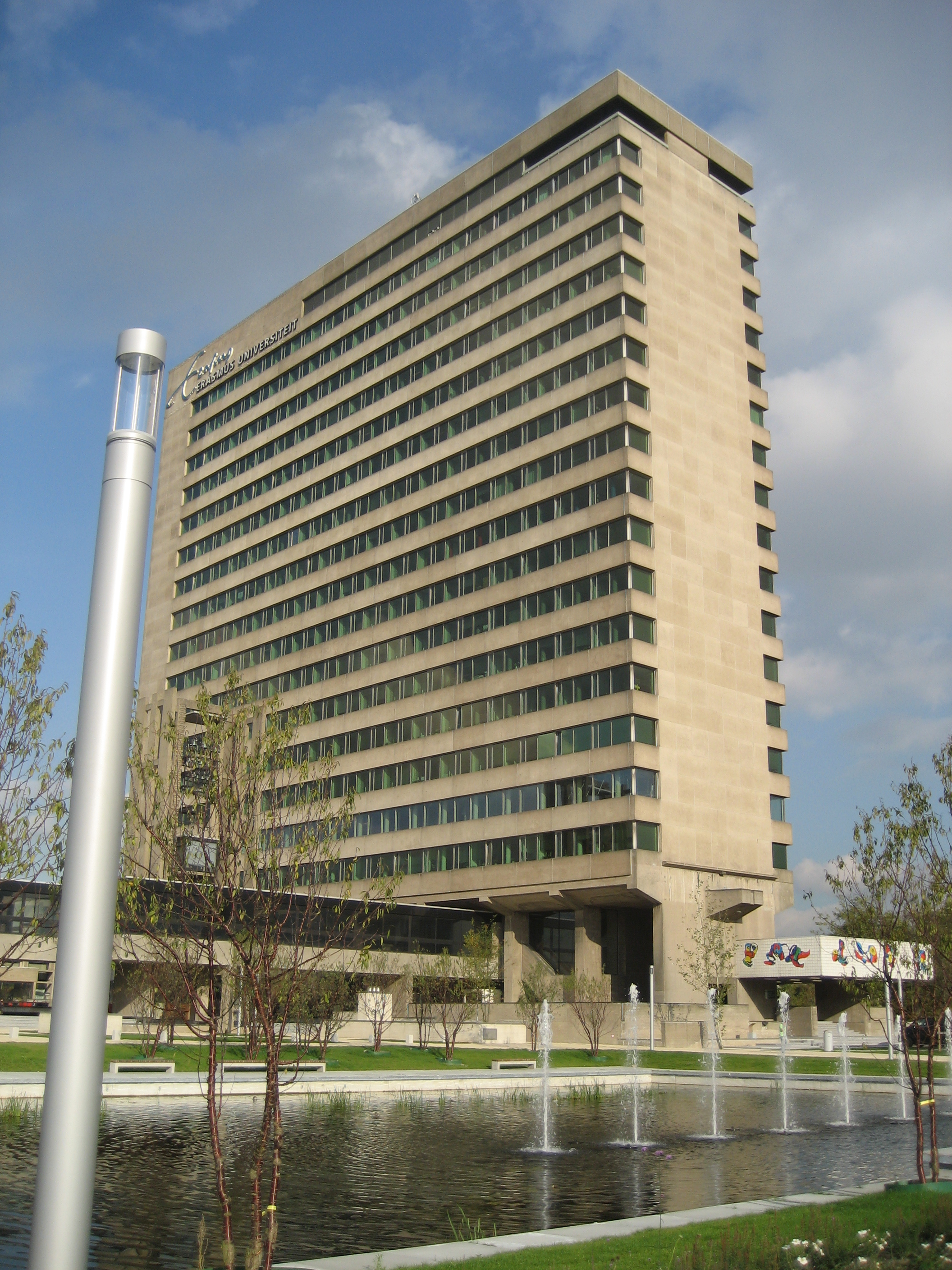
Erasmus School of Economics
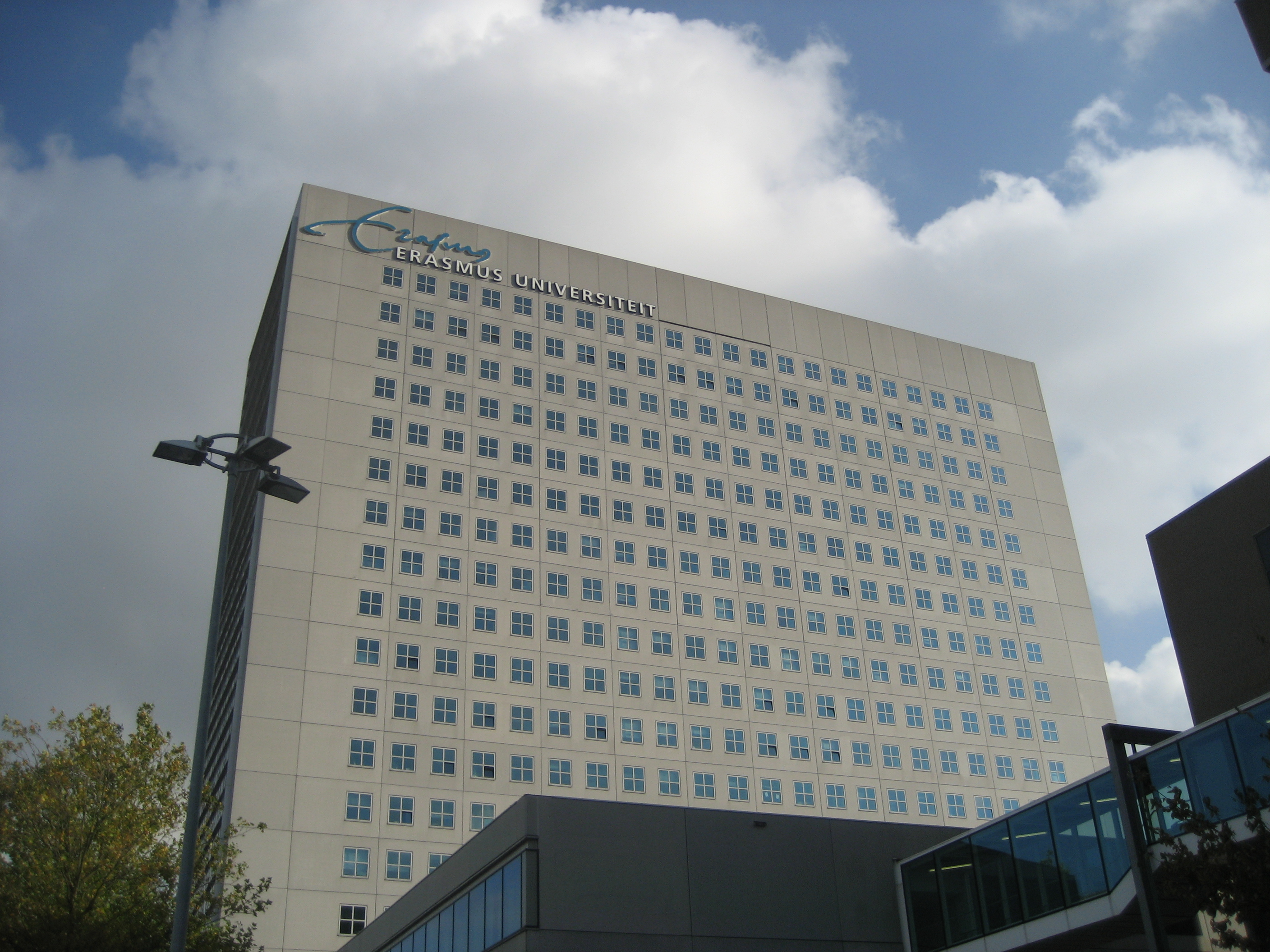
에라스무스 대학교 로테르담 경영대학원(RSM)